# Man (banda)
Man é uma banda de rock progressivo do País de Gales, fundada pelos ex-integrantes da banda conterrânea The Bystanders Micky Jones, Clive John, Ray Williams e Jeffrey Jones. Em 1968 Deke Leonard juntou-se ao grupo, e eles então mudaram seu nome para Man. Logo após Ray e Jeff foram expulsos, sendo substituídos por Terry Williams e Martin Ace, ex-companheiros de banda de Deke no grupo Dream.
Durante sua história tornaram-se famosos no Reino Unido, Estados Unidos e Alemanha. Suas canções mais famosas incluem Spunk Rock, Bananas, Many Are Called But Few Get Up, C'Mon, Daughter of the Fireplace e Romain.

## História
A história do Man é cheia de nuances bizarros, incluindo prisões na Bélgica em ambas as suas visitas ao país, e as várias formações da banda. A banda possui conexões com outras bandas como Neutrons, Badfinger, Status Quo e Iceberg.
1975 foi o melhor ano para a banda comercialmente. Rhinos, Winos & Lunatics os trouxe fama internacional. Posteriormente juntaram-se ao guitarrista do Quicksilver Messenger Service John Cippolina para gravar um álbum ao vivo, Maximus Darkness, que também continha duas faixas do Quicksilver, Codeine e Babe I'm Gonna Leave You. Acabaram suas atividades em 1976.

### Reformulação
A banda foi reformulada em 1983, mantendo-se constante até 1996 com a formação Micky Jones e Deke Leonard nas guitarras, Martin Ace no baixo e John Weathers na bateria. Durante essa época produziram alguns outros hits, como Feather on the Scales of Justice, Mad On Her, Wings of Mercury, Call Down The Moon e Heaven and Hell.
Weathers foi expulso em 1996 e temporariamente substituído pelo ex-baterista da banda Terry Williams, que é considerado o mais famoso da banda por sua participação no Dire Straits. O ex-tecladista Phil Ryan também uniu-se à banda, mas logo deixou por razões pessoais, sendo substituído por Gareth Thorrington.
Após sobreviver a virada do milênio, o Man produziu outros dois álbuns, Endangered Species e Undrugged. Nessa época Micky desenvolveu um tumor e deixou a banda para tratamento. A banda continuou, com a presença agora do filho de Micky, George, assumindo o lugar do pai temporariamente, e posteriormente como membro permanente.
Em 2005, após melhoras no tratamento, Micky Jones adoeceu novamente, por recorrência do tumor no cérebro, sendo substituído agora pelo filho de Martin Ace, Josh.

## Integrantes
- Micky Jones - guitarra (1968-1976, 1983-1996)
- Clive John (1968-1976)
- Ray Williams (1968-1976)
- Jeffrey Jones (1968-1976)
- Deke Leonard - guitarra (1968-1976, 1983-1996)
- Terry Williams - bateria (-1976)
- Martin Ace - baixo (-1976, 1983-1996)
- John Cippolina - guitarra (1975)
- John Weathers - bateria (1983-1996)
- Phil Ryan - (teclado) (1996)
- Gareth Thorrington - teclado (1996-)

## Discografia
- Revelation (janeiro de 1969)
- 2 Ozs of Plastic with a Hole in the Middle (setembro de 1969)
- Man (outubro de 1970)
- Do You Like It Here Now, Are You Settling In? (novembro de 1971)
- Be Good To Yourself At Least Once A Day (outubro de 1972)
- Back Into The Future (setembro de 1973)
- Rhinos, Winos, and Lunatics (maio de 1974)
- Slow Motion (novembro de 1974)
- The Welsh Connection (março de 1976)
- The Twang Dynasty (fevereiro de 1993)
- Call Down the Moon (maio de 1995)
- Endangered Species (junho de 2000)
- Undrugged (maio de 2002)